# Eline Eriksen

Mała Syrenka – najbardziej znane dzieło Edvarda Eriksena, do którego pozowała Eline Eriksen i Ellen Price

Eline Eriksen, ur. jako Eline Vilhelmine Møller (ur. 6 lutego 1881, zm. 24 września 1963 w Kopenhadze) – duńska modelka; znana z pozowania do posągu Małej Syrenki w Kopenhadze.
W 1900 poślubiła żoną duńskiego rzeźbiarza Edvarda Eriksena. Mieli pięcioro dzieci.
Była modelką dla prawie wszystkich kobiecych posągów męża, m.in. jak Cierpiąca (dun. Det bødes der for, 1901) i Pierwszy żal (Den første Sorg, 1902).
Była także wzorem dla ciała posągu Małej Syrenki znajdującego się w Kopenhadze w Danii. Głowa tego posągu była wzorowana na głowie duńskiej baleriny i aktorki Ellen Price.
Przez wiele lat, razem z mężem i rodziną podróżowała po Włoszech, gdzie mąż uczył się rzeźbienia w marmurze.
Pochowana jest obok męża na kopenhaskim cmentarzu Vestre.